# Colonia Cruz Alta
Colonia Cruz Alta är en ort i Mexiko.   Den ligger i kommunen Acatepec och delstaten Guerrero, i den södra delen av landet, 250 km söder om huvudstaden Mexico City. Colonia Cruz Alta ligger 1 073 meter över havet och antalet invånare är 190.
Terrängen runt Colonia Cruz Alta är kuperad åt sydost, men åt nordväst är den bergig. Runt Colonia Cruz Alta är det ganska glesbefolkat, med 42 invånare per kvadratkilometer. Närmaste större samhälle är Acatepec, 13,5 km norr om Colonia Cruz Alta. I omgivningarna runt Colonia Cruz Alta växer huvudsakligen savannskog.